# This Terrible Place
This Terrible Place är ett studioalbum av den australiska punkrockgruppen Hard-Ons, utgivet 2000 på australiska Chatterbox Records. Året efter utgavs skivan av svenska Bad Taste Records, dock med en annan låtlista.
Svenska indierockbandet Last Days of April gjorde en cover på låten "Fallen Star", vilken finns med som b-sida på bandets singel It's on Everything (2004).

## Låtlista

### Chatterbox Records-versionen
1. "Oyster Sauce"
2. "Strangers"
3. "Ice Cream"
4. "First Cut Is the Weakest"
5. "Time Won't Let Me"
6. "Trouble Trouble"
7. "Dim the Lights"
8. "Shark's Head"
9. "Fallen Star"
10. "Charger"
11. "I'm Bringing You Death"
12. "Nosebleed"
13. "Sadly Ever After"
14. "Birthday"
15. "Vultures"
16. "I Hate Clubbers"

### Bad Taste Records-versionen
1. "Fallen Star"
2. "Strangers"
3. "Ice Cream"
4. "First Cut Is the Weakest"
5. "Time Won't Let Me"
6. "Trouble Trouble"
7. "Shark's Head"
8. "Oyster Sauce"
9. "Charger"
10. "I'm Bringing You Death"
11. "Nosebleed"
12. "Sadly Ever After"
13. "Birthday"
14. "I Hate Clubbers"

## Personal
- Ray Ahn - bas
- Peter Black - gitarr
- Keish De Silva - trummor, sång

### Fotnoter
1. ↑  ”This Terrible Place”. Discogs.com. http://www.discogs.com/Hard-Ons-This-Terrible-Place/release/910133. Läst 6 maj 2012.
2. ↑  ”It's on Everything”. Discogs.com. http://www.discogs.com/Last-Days-Of-April-Its-On-Everything/release/1624574. Läst 6 maj 2012.